# Carolin Philipps
Carolin Philipps (* 7. Januar 1954 in Meppen) ist eine deutsche Jugendbuchautorin und studierte Historikerin.

## Leben
Ihr erstes Buch über die deutsche Neonaziszene (im Jahre 1990 veröffentlicht), Großvater und das Vierte Reich, wurde in mehrere Sprachen übersetzt und wurde für den mdr verfilmt. 2000 wurde Carolin Philipps für ihr Buch Milchkaffee und Streuselkuchen mit dem Mentioning Award der UNESCO für Frieden und Toleranz ausgezeichnet. Ihre Bücher erschienen in 20 Sprachen. Immer wieder schreibt sie Bücher, die speziell für den Deutschunterricht an Schulen gedacht sind und sich mit jugendgerechten Themen auseinandersetzen. Diese Bücher erschienen z. T. auch als Sonderbände für Förderschulen.
Sie verbrachte den Sommer 2005 in einem Heim für obdachlose Jugendliche in Bukarest, um für ihr Buch Träume wohnen überall zu recherchieren. Im Herbst 2006 fuhr sie für Der Baum der Tränen im Auto die mexikanische Grenze zu den USA entlang, begleitete illegale Immigranten auf ihrem Weg und ließ sich ihre Schicksale erzählen. Im Mai 2008 wurde sie für dieses Werk bei der Verleihung des österreichischen Jugendbuchpreises ausgezeichnet. Zudem war es auf der Auswahlliste für den deutschen Jugendbuchpreis 2007 der Jury der Jungen Leser. 2007 lebte sie vier Wochen in einer Höhle auf der Osterinsel, um die Geschichte der sich ehemals dort befindlichen Leprastation zu recherchieren.
2004 wurde ihr erster Roman für Erwachsene veröffentlicht. Königin Caroline Mathilde von Dänemark. Die Geliebte des Leibarztes beschreibt das Leben der Königin Caroline Mathilde von Dänemark. Für ihr 2007 erschienenes Werk Friederike von Preußen – die leidenschaftliche Schwester der Königin Luise hat Philipps Quellenmaterial und Briefe ausgewertet. Schreibworkshops führte sie im deutschsprachigen Raum auf Einladung des Goetheinstituts und in Indonesien durch.
2009 war sie Jurorin beim Vorlesewettbewerb des Deutschen Buchhandels.
Im April 2010 erschien, passend zum Luise-Jahr, ihr neues historisches Buch Luise – Die Königin und ihre Geschwister. Auch hier griff sie auf bisher unveröffentlichtes Quellenmaterial zurück.
2010 gewann sie den Schweizer Bookstar für Made in Vietnam. 2011 wurde sie für Wofür die Worte fehlen mit dem österreichischen Jugendbuchpreis ausgezeichnet und gewann den Annalise-Wagner-Preis für Luise – Die Königin und ihre Geschwister. 2021 erschien ihr Buch „Tuvalu“, das die Folgen des voranschreitenden Klimawandels beleuchtet.

## Werke
- Großvater und das Vierte Reich. Ravensburger Buchverlag, Ravensburg 1990, ISBN 3-473-58057-0
- Im Supermarkt gibt’s keine Wasserbüffel. Herder, Freiburg im Breisgau / Basel / Wien 1990, ISBN 3-451-22303-1
- Der zweite Prozess. Herder, Freiburg im Breisgau / Basel / Wien 1994, ISBN 3-451-22894-7
- Milchkaffee und Streuselkuchen. Mit Bildern von Silke Brix. Ueberreuter, Wien 1996. ISBN 3-8000-2455-1
- Wer lacht hat keine Ahnung. Ueberreuter, Wien 1997, ISBN 3-8000-2499-3
- Die Mutprobe. Hase und Igel, Ismaning 2002 ISBN 3-86760-010-4
- Zwischen Krone und Leidenschaft – Caroline Mathilde von Dänemark. Ueberreuter, 2003
- Mai-Linh - Wenn aus Feinden Freunde werden. Ueberreuter, Wien 2004, ISBN 3-8000-5081-1
- Weiße Blüten im Gelben Fluss. Ueberreuter, Wien 2004 ISBN 3-8000-5104-4
- Martin unter Druck. Hase und Igel, Ismaning 2004 ISBN 3-86760-028-7
- Königin Caroline Mathilde von Dänemark. Die Geliebte des Leibarztes. Piper, München / Zürich 2005, ISBN 3-492-24369-X
- Das vierte Reich. Ravensburger Buchverlag, Ravensburg 2005, ISBN 3-473-58229-8 (Ravensburger Taschenbuch)
- Träume wohnen überall. Ueberreuter, Wien 2006, ISBN 3-8000-5210-5
- Cäsars Streberladen. Hase und Igel, München 2006 ISBN 3-86760-045-7
- Friederike von Preußen - Die leidenschaftliche Schwester der Königin Luise. Piper, München / Zürich 2007, ISBN 978-3-492-05126-2
- Ein Fremder wird mein Freund. Arena, Würzburg 2007, ISBN 978-3-401-02737-1
- Der Baum der Tränen. Ueberreuter, Wien 2007, ISBN 978-3-8000-5345-2
- Fledermäuse beißen nicht. Hase und Igel, München 2008, ISBN 978-3-86760-090-3
- Made in Vietnam. Ueberreuter, Wien 2009, ISBN 978-3-8000-5421-3
- Wofür die Worte fehlen. Ueberreuter, Wien 2010, ISBN 978-3-8000-5533-3
- Luise - Die Königin und ihre Geschwister. Piper, München 2010, ISBN 978-3-492-25854-8
- Das Tal der blinden Engel. Bibliothek der Provinz, Weitra 2010, ISBN 978-3-85252-110-7
- Second Face. Ueberreuter, Wien 2011, ISBN 978-3-8000-5610-1
- Weine nicht, Prinzessin! Ueberreuter, Wien 2012, ISBN 978-3-8000-5666-8
- Planet Mia Hase und Igel, München 2012, ISBN 978-3-86760-155-9
- Die Dunkelgräfin - Das Geheimnis um die Tochter Marie Antoinettes. Piper, München 2012
- Du zahlst den Preis für mein Leben. Ueberreuter 2013
- Heute leider kein Foto für dich, Baby. Ueberreuter 2014
- Thalitha, Wien 2014
- Therese von Bayern Eine Königin zwischen Liebe, Pflicht und Widerstand. Piper, München 2015, ISBN 978-3-492-30444-3
- Anna Amalia von Weimar – Regentin, Künstlerin und Freundin Goethes. Piper, München 2019
- Amina: mein Leben als Junge. Ueberreuter, Berlin 2019
- Tuvalu. Ueberreuter, Berlin 2021, ISBN 978-3-7641-7109-4
- Therese von Thurn und Taxis. Eine Fürstin zwischen Unterordnung und Emanzipation. Piper Verlag, München 2023, ISBN 978-3-492-31054-3